# 杨梅镇 (容县)
杨梅镇位于中國廣西壯族自治區玉林市容县南部，面积144.4平方公里，人口5.3万人。

## 行政区划
杨梅镇下辖21个村（街），364个村民小组，10857户。杨梅镇下辖以下地区：
望龙社区、观音堂村、太慈寺村、新场子村、四合山村、大院子村、瓦屋头村、清源寺村、新屋基村、永定村和张柏垇村。

## 重大事件
2007年5月，受博白计生事件影响，杨梅镇发生民众围攻镇政府事件，并引发强烈冲突。